# Episkopí (Antigonídes, Imathie)
Pour les articles homonymes, voir Episkopí.
Episkopí (grec moderne : Επισκοπή) est une localité située dans le dème d'Alexándria, dans le district régional d'Imathie, dans la periphérie de Macédoine-Centrale, en Grèce.
Selon le recensement de 2011, elle compte 462 habitants.